# Дензел Вашингтон
Де́нзел Гейз Ва́шингтон-моло́дший (англ. Denzel Hayes Washington, Jr.; нар. 28 грудня 1954) — американський актор та кінорежисер, що здобув визнання критики за ролі в фільмах 1990-х та 2000-х років, серед яких ролі таких реальних осіб, як Стів Біко, Малькольм Ікс, Рубін «Ураган» Картер, Мелвін Б. Толсон, Френк Лукас та Герман Бун.
За свої роботи Вашингтон тричі відзначався «Золотими глобусами» та двічі «Оскарами». Він другий актор афроамериканського походження після Сідні Пуатьє, що здобув «Оскар» у головній акторській категорії. Це сталося в 2001 році за роль у фільмі «Тренувальний день».

## Біографія
Дензел Вашингтон народився 28 грудня 1954 року в місті Маунт-Вернон, штат Нью-Йорк, США. Хлопчик був названий на честь батька-священника. Дензел був середнім з трьох дітей в сім'ї. Мати працювала в салоні краси і в юності він, бувши там підмайстром, допомагав їй. Після школи вступає до Фордхемського університету в Нью-Йорку, де спочатку вивчав медицину, біологію, а потім захопився журналістикою і, нарешті, зацікавився театром, закінчив у 1977 році зі ступенем бакалавра журналістики. Потім Вашингтон вступає в Американську консерваторію в Сан-Франциско. Через рік він переїжджає до Нью-Йорка, починає зніматися в телевізійних фільмах і припиняє навчання в консерваторії.
Починав кар'єру як театральний актор. П'ять разів виконував ролі у фільмах свого близького друга Спайка Лі. Двічі нагороджений премією «Оскар» за ролі у воєнній драмі «Слава» (1989) та кримінальному трилері «Тренувальний день» (2001). Номінувався на премію ще 7 разів: за ролі в стрічках «Поклик свободи» (1987), «Малколм Ікс» (1992), «Ураган» (1999), «Рейс» (2012), «Паркани» (2016), «Роман Дж. Ісраель, есквайр» (2017) і «Трагедія Макбета» (2021).
Виконав головну роль у трилогії «Праведник» (2014—2023). У 2024 році зіграв римського імператора Макріна в блокбастері Рідлі Скотта «Гладіатор 2». Через рік повернувся до співробітництва зі Спайком Лі, виконавши головну роль впливового музичного магната в кримінальному трилері «З вершин до низин».

### Особисте життя
З 1983 року одружений на акторці Полетті Пірсон. У подружжя четверо дітей: Джон Девід (нар. 1984), Катя (нар. 1986) і близнюки Олівія та Малкольм (нар. 1991).

## Фільмографія
| Рік  | Українська назва           | Оригінальна назва        | Роль                  |
| ---- | -------------------------- | ------------------------ | --------------------- |
| 1974 | Жага смерті                | Death Wish               | епізод                |
| 1981 | Копія в негативі           | Carbon Copy              | Роджер Портер         |
| 1984 | Історія солдата            | A Soldier's Story        | Пітерсон              |
| 1986 | Влада                      | Power                    | Арнольд Біллінг       |
| 1987 | Поклик свободи             | Cry freedom              | Стівен Біко           |
| 1988 | За королеву і країну       | For Queen And Country    | Рубен Джеймс          |
| 1989 | Слава                      | Glory                    | Тріп                  |
| 1989 | Могутній Квін              | The Mighty Quinn         | Хав'єр Квін           |
| 1990 | Блюз про краще життя       | Mo' Better Blues         | Блік Гільям           |
| 1990 | Стан серця                 | Heart Condition          | Наполеон Стоун        |
| 1991 | Міссісіпі Масала           | Mississippi Masala       | Деметріус Вільямс     |
| 1992 | Рикошет                    | Ricochet                 | Нік Стайлз            |
| 1992 | Малкольм ікс               | Malcolm X                | Малколм Ікс           |
| 1993 | Філадельфія                | Philadelphia             | Джо Міллер            |
| 1993 | Досьє Пелікан              | The Pelican Brief        | Грей Грентгем         |
| 1993 | Багато галасу з нічого     | Much Ado About Nothing   | Дон Педро Арагонський |
| 1995 | Багряний приплив           | Crimson Tide             | Рон Гантер            |
| 1995 | Диявол у блакитній сукні   | Devil In Blue Dress      | Ізі Роулінс           |
| 1995 | Віртуозність               | Virtuosity               | Паркер Барнс          |
| 1996 | Мужність під вогнем        | Courage Under Fire       | Натаніель Серлінг     |
| 1996 | Дружина священника         | The Preacher's Wife      | Дадлі                 |
| 1998 | Полеглий                   | Fallen                   | Джон Гобс             |
| 1998 | Його гра                   | He Got Game              | Джейк Шаттлсворт      |
| 1998 | Облога                     | The Siege                | Ентоні «Габ» Габбард  |
| 1999 | Ураган                     | The Hurricane            | Рубін Картер          |
| 1999 | Влада страху               | The Bone Collector       | Лінкольн Райм         |
| 2000 | Згадуючи Титанів           | Remember the Titans      | Герман Бун            |
| 2001 | Тренувальний день          | Training Day             | Алонсо                |
| 2002 | Джон К'ю                   | John Q                   | Джон Квінсі Арчібальд |
| 2003 | Антуан Фішер               | Antwone Fisher           | Джером Дейвенпорт     |
| 2003 | Поза часом                 | Out of Time              | Мет Лі Вітлок         |
| 2004 | Лють                       | Man on Fire              | Джон Крізі            |
| 2004 | Маньчжурський кандидат     | The Manchurian Candidate | Бен Марко             |
| 2006 | Дежа Вю                    | Déjà Vu                  | Даг Карлін            |
| 2006 | Не спійманий — не злодій   | Inside Man               | Кіт Фрейзер           |
| 2007 | Великі сперечальники       | The Great Debaters       | Мелвін Толсон         |
| 2007 | Гангстер                   | American Gangster        | Френк Лукас           |
| 2009 | Захоплення підземки 123    | The Taking of Pelham 123 | Волтер Гарбер         |
| 2010 | Книга Ілая                 | The Book of Eli          | Ілай                  |
| 2010 | Некерований                | Unstoppable              | Френк Барнс           |
| 2012 | Код доступу «Кейптаун»     | Safe House               | Тобін Фрост           |
| 2012 | Рейс                       | Flight                   | Уїп Вайтекер          |
| 2013 | Два стволи                 | 2 Guns                   | Роберт «Боббі» Тренч  |
| 2014 | Праведник                  | The Equalizer            | Роберт Макколл        |
| 2016 | Чудова сімка               | The Magnificent Seven    | Сем Чісолм            |
| 2016 | Паркани                    | Fences                   | Трой Макссон          |
| 2017 | Роман Дж. Ізраїль, есквайр | Roman J. Israel, Esq.    | Роман Дж. Ізраїль     |
| 2018 | Праведник 2                | The Equalizer 2          | Роберт Макколл        |
| 2021 | Дрібниці                   | The Little Things        | Джо «Дік» Дікон       |
| 2021 | Макбет                     | The Tragedy of Macbeth   | Макбет                |
| 2023 | Праведник 3                | The Equalizer 3          | Роберт Макколл        |
| 2024 | Гладіатор 2                | Gladiator 2              | Макрін                |
| 2025 | З вершин до низин          | Highest 2 Lowest         | Девід Кінг            |